# Mathieu Gautheron
Pour les articles homonymes, voir Gautheron.
 (août 2018).
Mathieu Gautheron, né le 10 avril 1830 au hameau de Charnay à Saint-Julien-de-Civry (Saône-et-Loire) et mort dans la même commune le 9 février 1907, est un sculpteur ornemaniste français. 

## Biographie
Issu d'une famille de maçons qui travaillèrent la pierre de calcaire extraite des carrières alentour, Mathieu Gautheron se voue à la sculpture et effectue son tour de France en faisant son apprentissage chez des maîtres tailleurs de pierre. 
Il travaille pour Pierre Joseph Geoffray, propriétaire du château de Vaulx de Chizeuil à Saint-Julien-de-Civry, un soyeux lyonnais, ambassadeur du France en Espagne, qui l'apprécie et l'emmène avec lui au palais royal de Madrid, où il travaille pendant plusieurs années.
Il travaille avec l'architecte André Berthier, élève d'Henri Labrouste, pour l'église de Charolles où il taille notamment un grand nombre de chapiteaux ainsi que les huit têtes des médaillons qui ornent les faces du clocher de cet édifice.
Rentré en France et revenu s'installer au hameau de Charnay, il fait de sa maison une demeure atypique abondamment ornée de statues, frises de feuillages, corniches… 
On lui doit entre autres les ornementations de l'église de Prizy, de Lugny-lès-Charolles et de Saint-Julien-de-Civry.